# IMAM Ro.63
IMAM Ro.63 – włoski samolot rozpoznawczy i łącznikowy krótkiego startu i lądowania (STOL), wyprodukowany w krótkiej serii w czasie II wojny światowej.

## Historia
IMAM Ro.63 został zaprojektowany w wytwórni lotniczej Industrie Meccaniche a Aeronautiche Meridionali (IMAM) w Neapolu na zapotrzebowanie Regia Aeronautica z 1938 roku, poszukującej nowoczesnego samolotu rozpoznawczego dla współpracy z artylerią. Grupa inżynierów wytwórni: Giovanni Galasso, Manlio Fiore, i Pietro Callerio oparła swoją pracę na sprawdzonej konstrukcji niemieckiego Fieseler Fi 156 Storch. Pierwszy prototyp (numer seryjny MM.11591) został oblatany w czerwcu 1940 roku na lotnisku w Capodichino a następnie przeprowadzony do centrum badawczego w Guidonii dla przeprowadzenia pełnych prób wojskowych. Ich udany przebieg zaowocował zamówieniem 12 grudnia 1940 roku sześciu egzemplarzy przedseryjnych (wliczając prototyp, numery seryjne MM.11591 do MM.11596), które zostały dostarczone w drugiej połowie 1941 roku.
Dwa samoloty zostały przydzielone do 29° Squadriglia Ricognizione bazującej na lotnisku Centocelle pod Rzymem, zaś cztery kolejne wysłane do Libii w składzie 132° Squadriglia O.A., razem z grupą zakupionych w III Rzeszy Fi 156. Ich kariera frontowa była bardzo krótka, pod koniec 1941 roku w linii pozostały już tylko trzy egzemplarze Ro.63, pozostałe zostały utracone w wyniku wypadków i działań wojennych. 31 lipca 1943 roku pozostawał w służbie już tylko jeden Ro.63.

## Opis konstrukcji
Ro.63 był dwu- lub trzymiejscowym górnopłatem konstrukcji mieszanej o stałym podwoziu, napędzanym silnikiem rzędowym Hirth HM 508D o mocy 280 KM. Był konstrukcyjnie przystosowany do startów i lądowań na niewielkich gruntowych lotniskach w strefie przyfrontowej. Samolot nie posiadał stałego uzbrojenia.